# Chusaris indistincta
Chusaris indistincta là một loài bướm đêm trong họ Noctuidae.